# Kuźnice Świdnickie
Kuźnice Świdnickie (do 1945 niem. Fellhammer) – część Boguszowa-Gorc
W latach 1945–54 siedziba wiejskiej gminy Kuźnice Świdnickie. W 1954 utworzono gromadę Kuźnice Świdnickie, ale zanim zaczęła funkcjonować przekształcono ją w osiedle. W reformie administracyjnej w 1973 r. osiedle wyłączono tworzonego wówczas miasta Boguszów-Gorce.
Kuźnice położone są w niewielkiej kotlinie, na pograniczu Pasma Lesistej, Wyżyny Unisławskiej (Góry Kamienne) w Sudetach Środkowych a Górami Wałbrzyskimi. Mieszka tu około 7 tys. osób. Na Kuźnice składają się dwie dzielnice: Kuźnice Górne i Kuźnice Dolne.
Dawniej istniał tu szyb „Barbara” kopalni węgla kamiennego „Victoria”, ale wraz z likwidacją kopalń Dolnośląskiego Zagłębia Węglowego został on zamknięty. Architektura budynków jest wzorowana na niemieckich budowlach mieszczańskich z XIX wieku i w większości takie budynki można tu spotkać.

## Zabytki
- kościół Niepokalanego Poczęcia NMP przy ulicy Żeromskiego, zbudowany w latach 1914–1917 w stylu neogotyckim.